# Oncocnemis sectiloides
Oncocnemis sectiloides är en fjärilsart som beskrevs av Barnes och Mcdunnough 1913. Oncocnemis sectiloides ingår i släktet Oncocnemis och familjen nattflyn. Inga underarter finns listade i Catalogue of Life.